# Сильвер, Джош
Джошуа Сильвер (англ. Joshua Silver, род. 14 ноября 1962, Бруклин) — американский музыкант и продюсер, клавишник группы Type O Negative. Был приглашен в группу своим старым другом и коллегой по группе Fallout — Питером Стилом. Играл в группе с момента её основания (1989) до прекращения творческой деятельности группы, связанной со смертью Стила в 2010 году. Участвовал в записях и продюсировании всех альбомов. Его манера игры на клавишах была неотьёмленной частью звучания группы, благодаря ей создавалась уникальная атмосфера, присущая только Type O Negative. Несмотря на то, что звучание группы всегда тяготело к протяжённому, медленному звучанию, Джош иногда исполнял техничные скоростные соло на клавишах, например, в песне September Sun или в кавере на Deep Purple Highway Star, где он играл партии клавишника-виртуоза Джона Лорда.

## Личная жизнь
Джош Сильвер родился 14 ноября 1962 года. Его семья переехала из Израиля и перебралась в США в 1975 году. Джош начал играть на клавишах в 8-ми летнем возрасте. До Type O Negative, он играл в группах The Fallout и Original Sin. 30 июля 1998 года он женился на сестре жены гитариста группа Кенни Хики. Еврей. Сильвер владелец своей собственной студии «STY In The Sky», которая находится на третьем этаже его дома в Бруклине. После распада Type O Negative работает в скорой помощи.

## Дискография

### Альбомы
- 1991 Slow Deep and Hard
- 1992 The Origin of the Feces (пародия на концертный альбом)
- 1993 Bloody Kisses US #166 (стал платиновым), GER #60
- 1996 October Rust US #42 (стал золотым), GER #5
- 1999 World Coming Down US #39, GER #3
- 2003 Life Is Killing Me US #39, GER #9,
- 2007 Dead Again US #27

### Синглы
- 1993 Black No.1 (Little Miss Scare-All)
- 1993 Christian Woman
- 1995 Summer Breeze
- 1996 In Praise of Bacchus
- 1996 Love You To Death
- 1996 My Girlfriend’s Girlfriend
- 1997 Cinnamon Girl
- 2000 Everyone I Love Is Dead
- 2000 Everything Dies
- 2003 I Don’t Wanna Be Me
- 2006 Santana Medley
- 2007 Profits of Doom
- 2008 September Sun

### Сборники
- 1998 Stone Flowers (бутлег)
- 2000 Least Worst Of US #99, GER #50
- 2006 The Best of Type O Negative[англ.]

### Сплиты
- 2007 Iced Earth / Type O Negative / Engel (с Iced Earth и Engel)

### DVD/Видео
- 1998/2000 After Dark (документальный фильм и сборник клипов; стал золотым)
- 2006 Symphony for the Devil (выпущен Steamhammer/SPV)